# Баглай Ірина Сергіївна
Іри́на Сергі́ївна Багла́й (нар. 3 червня 1979, Вінниця) — українська журналістка. Народний герой України.

## Життєпис
Народилася у Вінниці. У 2001—2002 роках — корреспондентка, ведуча новин на телеканалі «Вінниччина» (м. Вінниця). У 2002—2008 роках працювала в Інформаційно-телевізійному агентстві «ВІТА» (Вінниця) як редакторка, ведуча новин, програми «З перших вуст», авторка й ведуча авторських проєктів «Майдан Незалежності», «Вінниця, минуле, сучасне, майбутнє».
З 2008 року живе і працює в Києві. У 2008—2009 роках — кореспондентка служби новин телеканалу ТВi. Відтак — журналістка служби новин «Наголос дня» й ведуча новин (ранковий ефір) програми «Ранковий наголос» на телеканалі «Рада». З 2014 року на телеканалі «Інтер» висвітлює тему російсько-української війни, зокрема у програмі «Подробиці». Згодом журналістка редакції інформаційно-аналітичних програм, ведуча програми групи ведучих товариства «Національні інформаційні системи».

## Творчість
Авторка телевізійних новинних сюжетів, ведуча телепрограм.
Членкиня колективу авторів книжки «Моя війна» (2023).

## Нагороди
- Орден «За заслуги» III ступеня (2015) — за вагомий особистий внесок у розвиток вітчизняної журналістики, багаторічну сумлінну працю та високу професійну майстерність[1]
- Орден княгині Ольги III ступеня (2023) — за вагомий особистий внесок у розвиток вітчизняної журналістики та інформаційної сфери, мужність і самовідданість, виявлені під час висвітлення подій повномасштабного вторгнення Російської Федерації на територію України, багаторічну сумлінну працю та високу професійну майстерність[2]
- Народний Герой України (2016)